# Витамин B1
Витамин B1, известен и като тиамин, е водоразтворим витамин с химична формула C12H17N4OS, изолиран за пръв път от люспите на ориза от Казимир Функ през 1912 г. По други данни за първи път е синтезиран от У. Судзуки през 1910 г. Лекува болестта бери-бери (намаляване на теглото, увреждане на сърцето, дистрофия на мускулите, нервни смущения).
Тиаминът е необходимо вещество за разграждане на мазнините, нормалното протичане на растежа и работата на сърцето и нервната система. Понеже се разтваря във вода, не се натрупва в организма и не е токсично. Липсата му в организма води до увреждания на нервната и сърдечно-съдовата система. Витамин B1 се съдържа в репичките, оризовите люспи, фъстъците, жълтъците, житните зърна, овесената каша, яйцата и др. Тиаминпирофосфатът (ТПФ) е активната форма на тиамина. Той е кофермент на:
- Пируватдекарбоксилазата – Пируват дехидрогеназен комплекс.
- α-кетоглутаратдекарбоксилазата.
- Транскетолази – пентозофосфатния път.

1. ↑  thiamine //  PubChem.   Посетен на 19 октомври 2016 г. (на английски)